# Sopachuy
Sopachuy è un comune (municipio in spagnolo) della Bolivia nella provincia di Tomina (dipartimento di Chuquisaca) con 8.686 abitanti (dato 2010).

## Cantoni
Il comune è formato dall'unico cantone omonimo suddiviso in 22 subcantoni.